# Митрофан (Русинов)
Епископ Митрофан (в миру Евлампий Владимирович Русинов; 10 [22] октября 1881, слобода Казинка, Павловский уезд, Воронежская губерния — 23 июня 1938, урочище Трибы, Полтавский район, Полтавская область) — епископ Русской православной церкви, епископ Полтавский. Брат Тихона (Русинова).

## Биография
Из семьи диакона Вознесенской церкви слободы Казинка Владимира Яковлевича Русинова. Всего в семье было шестеро детей.
В 1898 году окончил Павловское духовное училище, в 1904 году окончил Воронежскую духовную семинарию.
В 1911 году вместе с братом поступил в Санкт-Петербургскую духовную академию, которую окончил в 1915 году (на тот момент она уже именовалась Петроградской) со степенью кандидата богословия.
Преподавал в Воронежской духовной семинарии с 1916 года до её закрытия в 1918 году. По некоторым данным, ещё до закрытия семинарии принял монашеский постриг и был возведён в сан архимандрита архиепископом Модестом (Никитиным).
В 1923 году примкнул к обновленческому движению, и был хиротонисан обновленческими епископами во епископа Лукояновского, викария Нижегородской епархии. В письме Василия Гундяева к архиепископу Илариону (Троицкому) от 3 октября 1923 года значилось: «А затем прибыл к нам в Лукоянов живяк епископ, который требует себе все архиерейские облачения, и угрожает нам милицией, если мы не отдадим…».
В 1924 году принёс покаяние перед Патриархом Тихоном и был принят в сане епископа.
31 марта 1924 года епископу Митрофану (Русинову) временно поручено управление Болховским викариатством Орловской епархии. Летом 1924 года духовенство и прихожане 12 приходов Уразовского викариатства Воронежской епархии избрали епископа Митрофана своим предстоятелем и просили священноначалие благословить это избрание. В октябре 1924 года хиротонисан православными архиереями во епископа Болховского, викария Орловской епархии.
17 декабря 1924 года арестован, в марте 1925 года освобождён. Выйдя на свободу, вернулся в Уразово.
Подписал акт о вступлении митрополита Петра (Полянского) в должность Патриаршего Местоблюстителя.
22 декабря 1925 году в числе других архиереев организовал Временный Высший Церковный Совет, во главе которого стал архиепископ Григорий (Яцковский). Новая течение получило именование григорианский раскол.
В январе 1926 года назначен епископом Валуйским, затем управлял Воронежской епархией в юрисдикции ВВЦС.
В 1933 году принёс покаяние перед митрополитом Сергием (Страгородским). Как ставленник архиереев старого поставления, принят в сущем сане и 11 августа того же года назначен епископом Старооскольким.
12 июня 1934 года направил Заместителю Патриаршего Местоблюстителя митрополиту Сергию (Страгородскому) поздравление с усвоением ему титула Блаженнейшего митрополита Московского и Коломенского.
14 сентября 1937 года — епископ Полтавский, где непосредственным его предшественником был брат.
26 февраля 1938 года арестован. Был расстрелян 23 июня 1938 года. Предполагаемое место расстрела — местечко Копылы в окрестностях Полтавы.